# Prosopocera cylindrica
Prosopocera cylindrica là một loài bọ cánh cứng trong họ Cerambycidae.